# Castell y Bere
Castell y Bere ist eine Burgruine in Gwynedd in Wales. Sie liegt bei Abergynolwyn im Bergland von Mittelwales auf einem Felsplateau im oberen Dysynni Valley am Fuß des Cader Idris. Die als Scheduled Monument geschützte Ruine ist ein herausragendes Beispiel für eine von den walisischen Fürsten erbaute Burg.

## Geschichte
Die Burg wurde vermutlich um 1221 von Llywelyn ab Iorwerth, Fürst von Gwynedd, erbaut. Llywelyn hatte 1221 wieder selbst die Verwaltung von Meirionnydd übernommen, das bislang von seinem ältesten Sohn Gruffydd verwaltet worden war. Die abgelegene Burg lag an der damaligen südlichen Grenze des Fürstentums Gwynedd am Fuß des Cader Idris und diente ursprünglich zum Schutz des Handelswegs nach Dolgellau. Die Burg wurde später durch Llywelyn ap Gruffydd ausgebaut, unter anderem ließ er den Eingang durch die Anlage eines Torzwingers verstärken. Während der Eroberung von Wales durch Eduard I. zog sich Dafydd ap Gruffydd, der Bruder und Nachfolger von Llywelyn ap Gruffydd, nach Castell y Bere zurück. Die Burg war nach der Eroberung von Dolwyddelan Castle im Januar 1283 einer der letzten größeren Stützpunkte der Waliser geworden. Bevor die englische Invasionsarmee unter Otton de Grandson, Roger Lestrange und William de Valence die Burg im April einschließen konnte, flüchtete Dafydd weiter nach Dolbadarn Castle. Der walisische Burgkommandant Cynfrig ap Madog übergab am 25. April angesichts der englischen Übermacht nach zehntägiger Belagerung Castell y Bere. Die Engländer ließen eine kleine Garnison zurück, die die Burg wieder instand setzte. 1284 besuchte Eduard I. die Burg und gab einer englischen Siedlung bei der Burg eine Royal Charter, doch durch die abgelegene Lage entwickelte sich das Borough kaum.
Während des walisischen Aufstands von 1294 belagerte Madog ap Llywelyn die Burg. Ein englischer Entsatzversuch scheiterte, und während der Belagerung brannten alle Gebäude der Kernburg nieder, so dass die Waliser die Burg vermutlich erobern konnten. Nach der Niederschlagung der Revolte wurde die schwer beschädigte Burg und das Borough von den Engländern aufgegeben.
1851 fanden erstmals Ausgrabungen auf dem Gelände der in Vergessenheit geratenen Ruine statt.
Die Ruine wird heute von Cadw betreut und ist frei zugänglich.

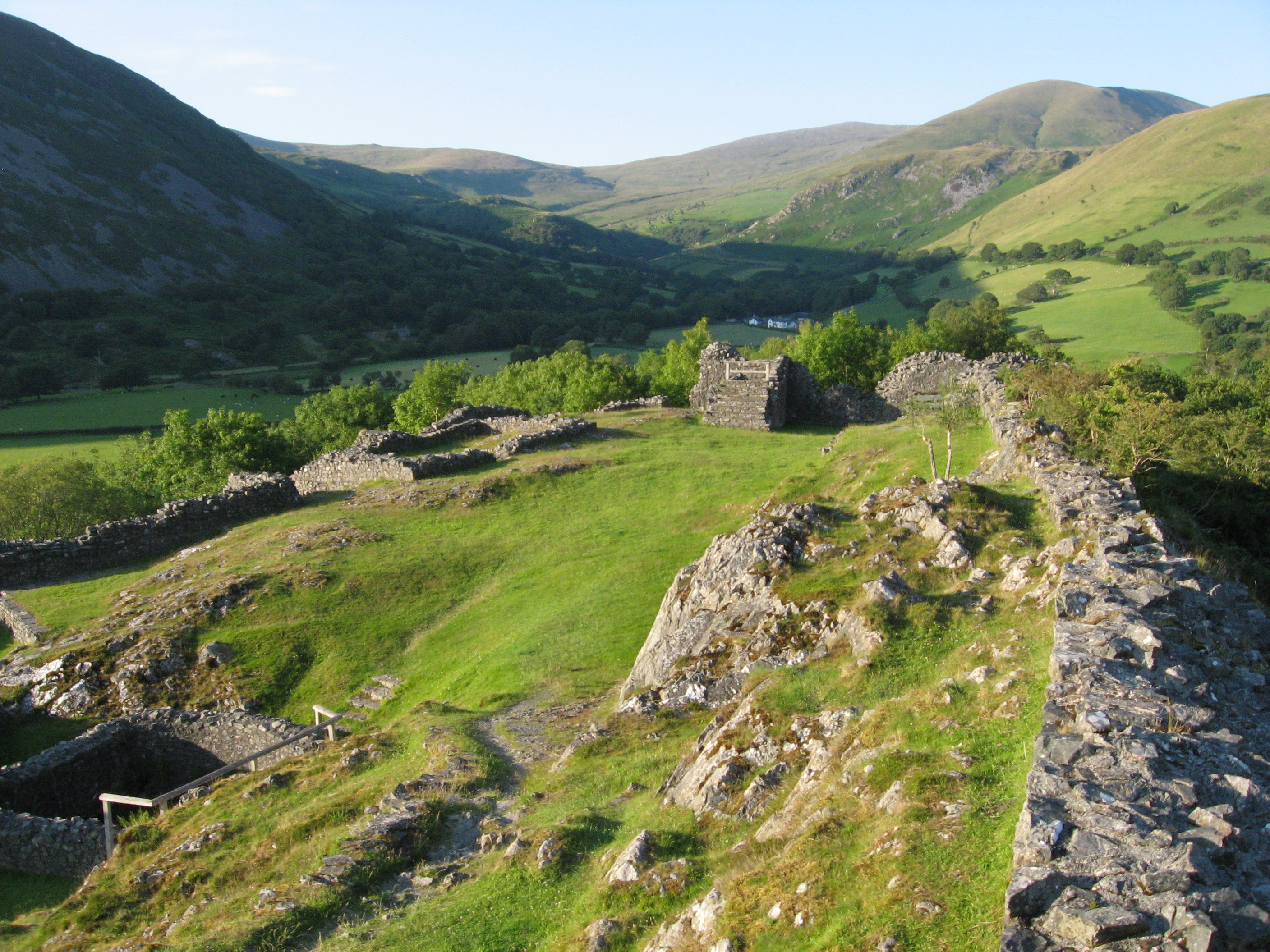
Nur die Grundmauern sind von Castell y Bere erhalten

## Anlage
Der hochgelegene, enge Bauplatz bedingte die unregelmäßige, langgestreckte Anlage der Burg. Die langgestreckte Kernburg wurde zwischen zwei für walisische Burgen typische D-förmige Türmen angelegt. An der höchsten Stelle der Burg befand sich ein rechteckiger Keep, die gefährdete Nordseite war durch einen zusätzlichen Rundturm geschützt. Im Gegensatz zu den starken Türmen und im Vergleich zu gleichaltrigen englischen Burgen war die Ringmauer jedoch schwach. An die Innenseite der Nordmauer waren die Wohn- und Wirtschaftsgebäude angebaut, die Hauptwohnräume befanden sich vermutlich im südwestlichen Turm. Das Haupttor befand sich an der Westseite und wurde durch einen in den Fels gehauenen Graben und einen Torzwinger geschützt.
Durch Ausgrabungen konnte belegt werden, dass die Burg mit verzierten Fliesen, Steinmetzarbeiten und Buntglasfenster für die damalige Zeit luxuriös ausgestattet war. Heute sind von der Burg nur die Reste der Grundmauern der Türme und Mauern erhalten.